# Glenurus posticus
Glenurus posticus är en insektsart som beskrevs av Navás 1913. Glenurus posticus ingår i släktet Glenurus och familjen myrlejonsländor. Inga underarter finns listade i Catalogue of Life.